# Секретная служба Южной Африки
Секретная служба Южной Африки (англ. South African Secret Service, SASS) — спецслужба ЮАР, которая отвечает за все невоенные операции в сфере внешней разведки и контрразведки. Ведёт сбор, сопоставление, оценки и анализ разведданных. Службу возглавляет генеральный директор, который по должности является членом Национального координационного комитета по разведке (NICOC). Служба подконтрольна президенту и министру государственной безопасности ЮАР.

## История
SASS была образована в 1995 году после первых всеобщих выборов на многорасовой основе 1994 года. Она была создана, чтобы взять на себя функции внешней разведки у прекратившей своё существование Национальной разведывательной службы (NIS). Кроме того, наряду с Национальным агентством разведки на SASS были возложены определённые задачи в области внутренней безопасности и контрразведки.

## Текущий статус
SASS является чрезвычайно закрытой организацией, и сведения о её деятельности почти не доходят до общественности. По имеющимся данным, приоритетными направлениями в деятельности SASS в настоящее время являются контроль за деятельностью Аль-Каиды и аналогичных групп за рубежом, и деятельность незаконных южноафриканских наемников, в особенности в некоторых частях Африки и Ирака.